# Semaeopus lutea
Semaeopus lutea là một loài bướm đêm trong họ Geometridae.